# Elbridge (Nueva York)
Elbridge es un pueblo ubicado en el condado de Onondaga en el estado estadounidense de Nueva York. En el año 2000 tenía una población de 6,091 habitantes y una densidad poblacional de 62,6 personas por km².

## Geografía
Elbridge se encuentra ubicado en las coordenadas 43°2′3″N 76°26′36″O / 43.03417, -76.44333.

## Demografía
Según la Oficina del Censo en 2000 los ingresos medios por hogar en la localidad eran de $41,444 y los ingresos medios por familia eran $48,085. Los hombres tenían unos ingresos medios de $35,989 frente a los $25,763 para las mujeres. La renta per cápita para la localidad era de $18,682. Alrededor del 6.9% de la población estaban por debajo del umbral de pobreza.